# Claude Bergeron
Claude Bergeron est un animateur de radio québécois. Il est surtout connu dans la région du Saguenay–Lac-Saint-Jean où il œuvre depuis la fin des années 1980.
Inscrit au programme Art et technologie des médias du Cégep de Jonquière, Bergeron œuvre d'abord à la radio communautaire du Saguenay, CHOC-FM. Il obtient sa première chance du directeur-général de CFIX-FM 96,9, Roger Laurendeau, qui lui confie une émission à cette antenne commerciale en 1988.
En 1992, plusieurs emplois sont coupés, lors de l'intégration de CFIX au sein de RockDétente.  Il est alors embauché par Sarah Tremblay, directrice des programmes de CJMT 1420 (Télémédia).  Cette station sera une deuxième école pour lui, puisque ses patrons qui lui confient mille et une missions et émissions.
Quelques mois après la fermeture de CJMT, en 1995, il décroche un emploi à CKYK-FM 95,7 (Radio-Passion) à Alma.  Ses patrons, aussi propriétaires de CFGT 1270, affiliée à Radiomédia, lui confient une émission quotidienne aux deux antennes. Bergeron fut aussi adjoint aux opérations radio pour les deux stations.  Il participa aussi à la radiodiffusion des matchs des Saguenéens de Chicoutimi sur les ondes de CJMT dans les années 90 et CKYK-FM pendant 3 saisons, de 2006 à 2010.  À l'automne 2010, il devient directeur de la nouvelle station FM de RNC Media à Alma, Planète 104,5.
Parallèlement à sa carrière radiophonique, il a également collaboré à titre de correspondant au Saguenay–Lac-Saint-Jean pour le Réseau des sports, de 1992 à 2008.  De 2005 à 2013, il anime l'émission hebdomadaire « Le Québec autrement vu », diffusée par les stations de télévision de Cogeco, à travers le Québec.
Au printemps 2020, après plus de 30 ans au micro, il accepte un tout nouveau défi et devient Gestionnaire à la programmation & Relations avec les communautés NousTV Alma, NousTV Roberval et NousTV Le Fjord (La Baie), télévisions locales de Cogeco. Aux commandes des équipes NousTV de ces trois villes, il se fait un plaisir d'aider les gens de ces trois communautés à rayonner grâce à ces tribunes privilégiées.
Mordu de rock et de sports, il se considère privilégié de pouvoir pratiquer ce qu'il considère être « le plus beau métier du monde ».